# Poliziotto privato: un mestiere difficile
Poliziotto privato: un mestiere difficile (The Amsterdam Kill) è un film del 1977 diretto da Robert Clouse.

## Trama
L'ex agente della DEA Quinlan, rimosso dalle forze dell'ordine alcuni anni prima per aver rubato i soldi della droga confiscati, viene assunto da Chung Wei, un leader del cartello della droga di Amsterdam, che vuole uscire dagli affari. Il compito di Quinlan è usare le informazioni di Chung per suggerire agli agenti della DEA di sequestrare la droga, distruggendo così il cartello. Ma quando i primi due "suggerimenti" vanno storti, provocando l'omicidio di agenti della DEA, i federali devono decidere se fidarsi ulteriormente di Quinlan.

## Produzione
Pare che Robert Mitchum abbia avuto i suoi problermi dato che - come consuetudine delle star dei film d'azione di Hong Kong - avrebbe dovuto fare le sue brave acrobazie. Alla fine, l'atmosfera sul set divenne decisamente ostile, lasciando Mitchum alquanto insicuro. Le sue preoccupazioni non erano del tutto infondate, dato ciò che era accaduto in altri film di Robert Clouse, regista noto per la sua fissazione per l'autenticità nelle sequenza d'azione, una circostanza che in passato lo aveva fatto detestare da molti protagonisti di film action da lui diretti (come per esempio Bruce Lee, sul set de I tre dell'Operazione Drago).
Il film è stato girato ad Hong Kong.